# Bazmavēp
Bazmavēp (arménien : Բազմավէպ, Pazmaveb en arménien occidental) est une revue académique traitant d'arménologie. Elle est publiée par le monastère mékhitariste de San Lazzaro degli Armeni à Venise (Italie) depuis 1843. Il s'agit de la première revue scientifique arménienne et de la publication en arménien la plus ancienne encore publiée.
Bazmavēp est créée par les moines arméniens mékhitaristes Gabriel Aïvazovski et Léonce Alishan en mai 1843 avec l'intention initiale de la publier pendant trois ans. Les premiers rédacteurs en chef sont Gabriel Aïvazovski de 1843 à 1848 et Léonce Alishan de 1849 à 1851. Le rédacteur actuel est Serop Chamurlian.
Dans ses premières décennies, Bazmavēp est un magazine bimensuel traitant d'économie et de philologie, visant à transmettre aux lecteurs des idées sur l'éveil spirituel, des conseils utiles et des moyens de relancer la vie économique et politique. Dans sa première période, la ligne éditoriale se concentre sur des sujets religieux et moraux, les dernières découvertes dans les domaines de la science, de l'industrie, de la géographie et de l'archéologie, des études naturelles et géologiques. Dans les années 1860, Bazmavēp devient un périodique scientifique, publiant les travaux de savants arméniens et étrangers et contribuant au développement de l'arménologie. Au tournant du XXe siècle, Bazmavēp publie de nombreux articles sur la question arménienne et plus tard sur le génocide arménien. Au XXIe siècle, la revue comprend des articles scientifiques, théologiques, d'arménologie, historiques, linguistiques, bibliographiques, artistiques et pédagogiques.

## Galerie

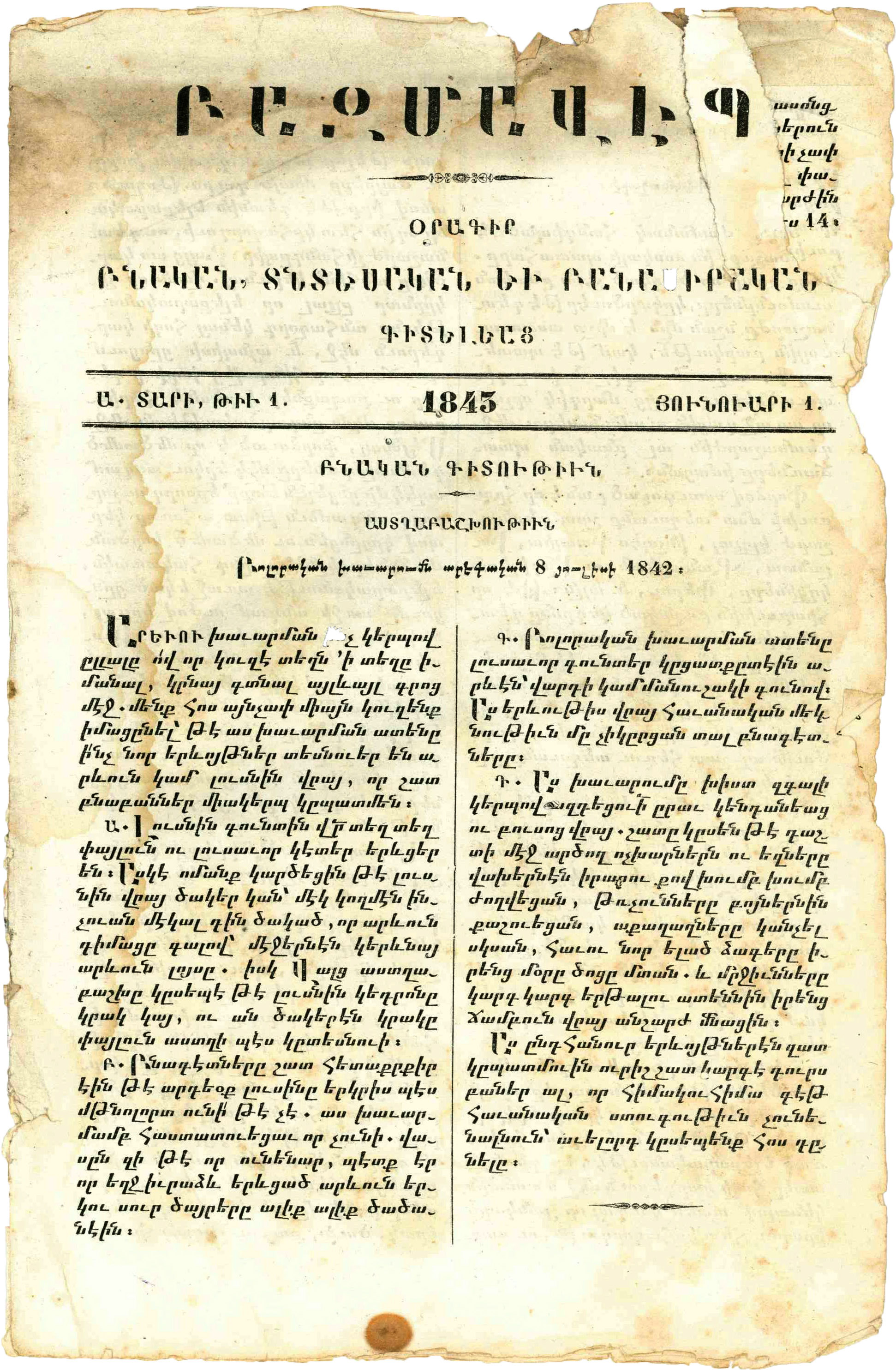
Première page du premier numéro de Bazmavēp en mai 1843.
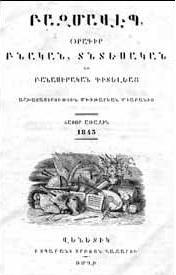
Couverture d'un numéro de Bazmavēp de 1845.